# Richard Endean
Richard Endean (* 1948) ist ein ehemaliger neuseeländischer Sprinter, der sich auf den 400-Meter-Lauf spezialisiert hatte.
Bei den British Commonwealth Games 1974 in Christchurch wurde er Fünfter in der 4-mal-400-Meter-Staffel und schied über 400 m im Vorlauf aus.
Seine persönliche Bestzeit von 46,99 s stellte er am 20. Januar 1974 in Christchurch auf.